# Cengaver Katrancı
Cengaver Katrancı (ur. 1964, zm. 30 października 1972) – nieletni mieszkaniec Berlina Zachodniego zmarły tragicznie wskutek utonięcia w Sprewie podczas zabawy w strefie granicznej pomiędzy sektorami miasta. Ze względu na okoliczności wypadku Cengaver Katrancı jest jedną z najmłodszych ofiar istnienia Muru Berlińskiego.

## Okoliczności wypadku

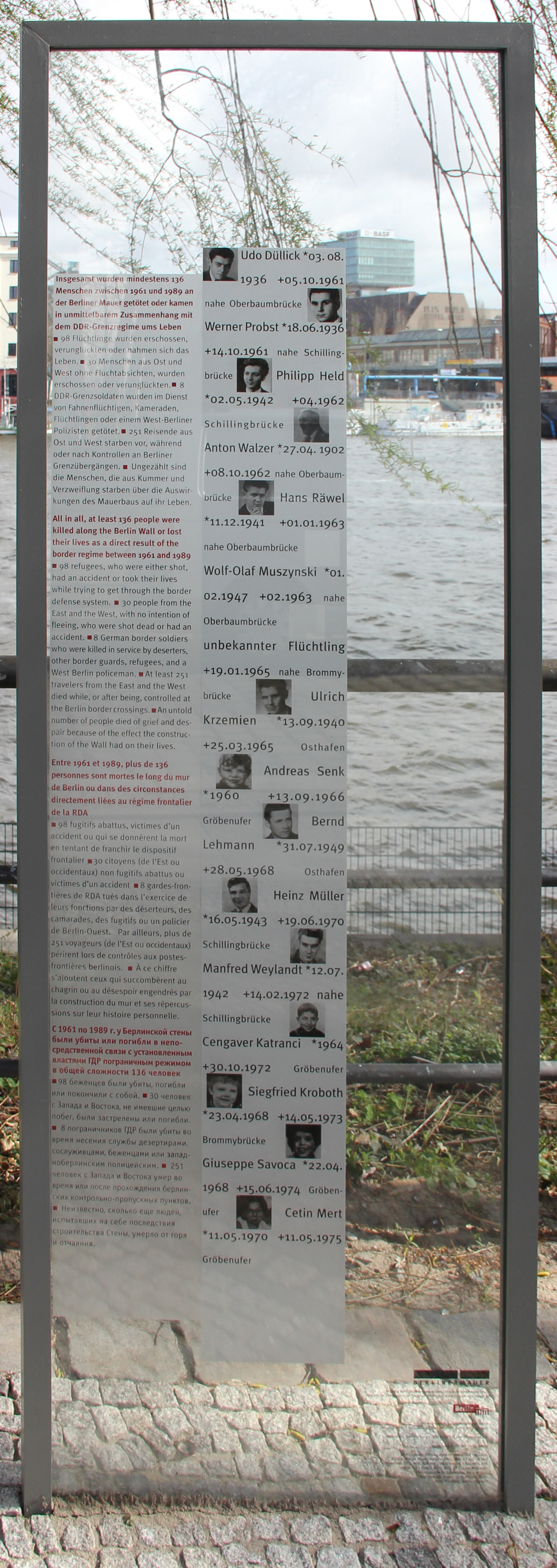
Cengaver Katrancı (4 zdjęcie od dołu) na tablicy pamiątkowej przy May-Ayim-Ufer.

30 października 1972, około godziny 13:00, ośmioletni Cengaver wraz ze swoim kolegą karmił łabędzie nad Sprewą, przy ulicy Gröbenufer (obecnie May-Ayim-Ufer). Potem stracił równowagę i wpadł do rzeki, która należała w tym miejscu terytorialnie do dzielnicy Friedrichshain, będącej wówczas po stronie Berlina Wschodniego. Chłopca chciał ratować pewien rybak, lecz zaraz zdał sobie sprawę, że wpływając na rzekę, naruszyłby granicę NRD i że w związku z tym strażnicy wschodnioniemieccy mogliby otworzyć do niego ogień. Zaalarmowana straż pożarna Berlina Zachodniego nie mogła interweniować, gdyż bezskutecznie próbowano uzyskać pozwolenie na wkroczenie do rzeki. W pogotowiu czekali także dwaj płetwonurkowie straży pożarnej, gotowi do podjęcia akcji ratunkowej. Pośrodku rzeki znajdowały się: statek wschodnioberlińskiej straży pożarnej oraz tankowiec. Jednostki te również nie podjęły akcji ratunkowej. Później pojawiła się także łódź wschodnioberlińskiej policji wodnej. Mimo że ludzie po stronie zachodniej wołali do nich o pomoc, ci również nie zdecydowali się naruszyć zakazanej strefy i zbliżyć się bez pozwolenia do zachodniego nabrzeża. Około godziny 13:30 przybył wóz zachodnioberlińskiej policji. Po negocjacjach z oficerem straży granicznej z Oberbaumbrücke, około godziny 14:30 wschodnioberliński statek ratunkowy rozpoczął poszukiwania chłopca. Około pół godziny później jego ciało zostało wyłowione.
Wieczorem tego samego dnia matka chłopca otrzymała pozwolenie na wjazd do Berlina Wschodniego w celu odebrania ciała. Identyfikacji zwłok dokonano w Instytucie Medycyny Sądowej Charité. Zgodnie z życzeniem matki Cengaver Katrancı został pochowany w Ankarze, w Turcji. Miał troje rodzeństwa.

## Inne ofiary

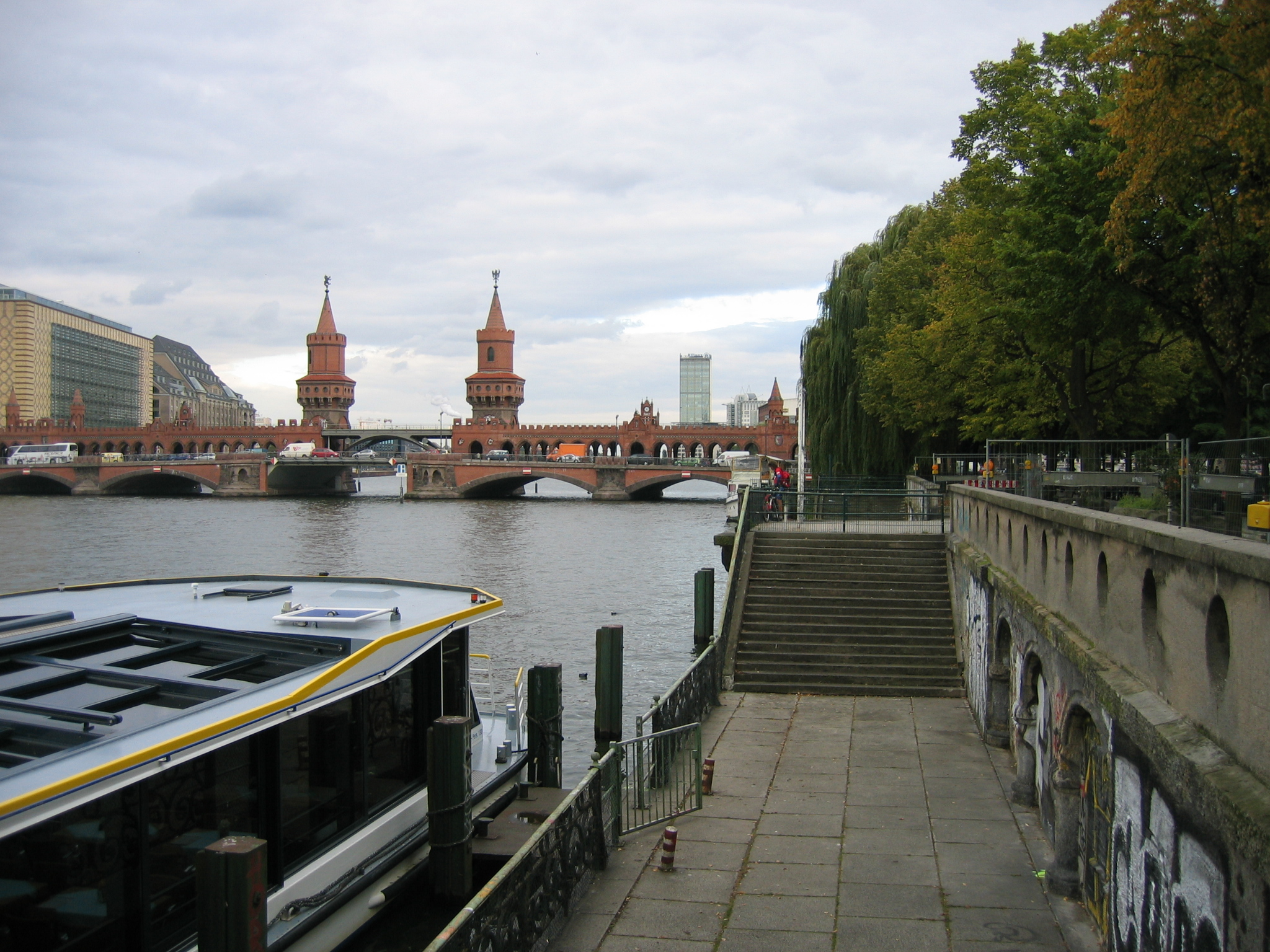
Nabrzeże przy ulicy May-Ayim-Ufer (dawniej Gröbenufer) na Kreuzbergu. W oddali most Oberbaumbrücke.

Cengaver Katrancı był drugim z pięciorga dzieci (po 6-letnim Andreasie Senku), które poniosły śmierć w podobnych okolicznościach, w tym samym miejscu lub w pobliżu. Pozostali trzej to: 5-letni Siegfried Kroboth, 6-letni Giuseppe Savoca oraz 5-letni Çetin Mert.

## Skutki prawne
Po tym wypadku Senat Berlina Zachodniego podjął negocjacje z NRD, w wyniku których w roku 1975 wszedł w życie traktat pomiędzy dwoma państwami niemieckimi o współpracy w akcjach ratowniczych na wodach granicznych.